# Tomahawk (raketa)
Tomahawk Land Attack Missile ( TLAM ) je podzvučna krstareća raketa dugog dometa, za sve vremenske uvjete, na mlazni pogon koju prvenstveno koriste Mornarica Sjedinjenih Država i Britanska kraljevska ratna mornarica za operacije napada na kopno s brodova i podmornica.
Prema ugovoru s američkom mornaricom, Tomahawk je dizajniran u Laboratoriju za primijenjenu fiziku Sveučilišta Johnsa Hopkinsa, u projektu koji je vodio James Walker u blizini Laurela u Marylandu. Prvi ga je proizveo General Dynamics 1970-ih. Namijenjen je ulozi projektila srednjeg do dugog dometa za male visine koji bi se mogao lansirati s mornaričke ratne platforme, a imao je modularni dizajn koji uključuje širok raspon bojevih glava, navođenje i različite domete. Najmanje šest varijanti i više nadograđenih inačica TLAM-a dodano je od predstavljanja originalnog dizajna, uključujući varijante za lansiranje iz zraka, s mora i zemlje s konvencionalnim i nuklearnim naoružanjem. U razdoblju od 1992. do 1994. McDonnell Douglas Corporation bila je jedini dobavljač raketa Tomahawk i proizvodila je projektile Block II i Block III Tomahawk te prepravljala mnoge Tomahawke prema specifikacijama Block III. Godine 1994. Hughes je nadmašio ponudu McDonnell Douglas Aerospace i postao jedini dobavljač projektila Tomahawk. Do 2019. jedine varijante u službi bile su nenuklearne varijante koje su se lansirale s mora i koje je proizvodio Raytheon. U 2016. američko Ministarstvo obrane kupilo je 149 projektila Tomahawk Block IV za 202,3 milijuna dolara.
Tomahawk je nedavno koristila američka mornarica u raketnim napadima na Siriju 2018., kada je lansirano 66 projektila koji su ciljali sirijska postrojenja za kemijsko oružje.

## Varijante
Varijante i višestruke nadogradnje projektila uključuju:
- BGM-109A Tomahawk Land Attack Missile – Nuclear (TLAM-N) s nuklearnom bojevom glavom W80. Umirovljen iz službe negdje između 2010. i 2013.[4] Izvješća s početka 2018. navode da američka mornarica razmatra (ponovno) uvođenje (još nepoznate vrste) krstarećeg projektila s nuklearnim naoružanjem u službu.[5]
- RGM/UGM-109B Tomahawk protubrodski projektil (TASM) – varijanta protubrodskog projektila s aktivnim radarskim navođenjem; povučen iz službe 1994. i pretvoren u verziju Block IV.[6]
- BGM-109C Tomahawk kopneni napadni projektil – konvencionalni (TLAM-C) s jediničnom bojnom glavom. Ovo je u početku bila modificirana Bullpup bojna glava.
- BGM-109D Tomahawk Land Attack Missile – Dispenser (TLAM-D) s kazetnim streljivom.[7]
  - Kit 2 Tomahawk Land Attack Missile - s jedinstvenom bojnom glavom koja se koristi za onesposobljavanje električnih mreža. Prvi put korišten u Zaljevskom ratu.[8]
- RGM/UGM-109E Tomahawk Land Attack Missile (TLAM-E Block IV) – poboljšana verzija TLAM-C.[6]
- BGM-109G krstareća raketa s kopna (GLCM) – s nuklearnom bojevom glavom W84; povučen iz službe 1991. radi usklađivanja s INF ugovorom.[6]
- AGM-109H/L raketa zrak-zemlja srednjeg dometa (MRASM) – krstareća raketa kraćeg dometa s turbomlaznim pogonom, lansirana iz zraka, s kazetnim streljivom; nikada nije ušao u službu, koštao je 569 000 US$ (1999.).[9]

Krstareće rakete lansirane sa zemlje (GLCM) i njihova lansirna vozila slična kamionima korištena su u bazama u Europi; povučeni su iz službe kako bi se uskladili s Ugovorom o nuklearnim snagama srednjeg dometa iz 1987. godine Mnoge protubrodske verzije pretvorene su u TLAM-ove na kraju Hladnog rata. Block III TLAM koji je ušao u službu 1993. godine može letjeti 3 posto dalje koristeći svoje nove turboventilatorske motore i koristiti prijamnike Global Positioning System (GPS) za preciznije udare. Block III TLAM-C zadržavaju navigacijski sustav Digital Scene Matching Area Correlation (DSMAC) II, koji omogućuje tri vrste navigacije: samo GPS, koji omogućuje brzo planiranje misije, s malo smanjenom preciznošću, samo DSMAC, za koje je potrebno više vremena za planiranje ali točnost nešto bolja; i misije potpomognute GPS-om koje kombiniraju DSMAC II i GPS navigaciju za najveću točnost. Block IV TLAM-ovi imaju poboljšani turboventilatorski motor koji im omogućuje bolju potrošnju goriva i promjenu brzine u letu. Block IV TLAM-ovi imaju optoelektroničke senzore koji omogućuju procjenu borbene štete u stvarnom vremenu. Block IVs može primiti podatke o novoj meti u letu i može poslati sliku, putem komunikacijskog satelita, neposredno prije udara kako bi se pomoglo u određivanju je li projektil na meti i vjerojatna šteta od napada.
Svaki se projektil pohranjuje i lansira iz spremnika pod tlakom koji ga štiti tijekom transporta i skladištenja, a služi i kao lansirna cijev. Ovi spreminici postavljeni su u oklopne bacače (ABL), koji su instalirani na četiri reaktivirana borbena broda klase Iowa, USS Iowa, USS New Jersey, USS Missouri i USS Wisconsin. ABL-ovi su također instalirani na osam razarača klase Spruance, četiri krstarice klase Virginia i nuklearnoj krstarici USS Long Beach. Ovi se spremnici također nalaze u sustavima za vertikalno lansiranje (VLS) u drugim površinskim brodovima, sustavima za lansiranje kapsula (CLS) u kasnijim podmornicama klase Los Angeles i podmornicama klase Virginia, te u torpednim cijevima podmornica. Svi brodovi opremljeni ABL-om su stavljeni izvan pogona.
Za rakete koje se lansiraju s podmornice (zvane UGM-109s), nakon izbacivanja pritiskom plina (okomito preko VLS-a) ili vodenim impulsom (vodoravno preko torpedne cijevi), pali se pojačivač na kruto gorivo kako bi pokrenuo projektil i vodio ga izvan vode.
Nakon postizanja leta, krila projektila se otvaraju radi uzgona, zračna komora se otkriva i turboventilatorski motor se koristi za krstarenje. Iznad vode Tomahawk koristi inercijsko navođenje ili GPS kako bi slijedio unaprijed zadani kurs; jednom iznad kopna, sustav za navođenje projektila potpomognut je usklađivanjem obrisa terena (TERCOM). Terminalno navođenje osigurava Digital Scene Matching Area Correlation (DSMAC) sustav ili GPS, stvarajući navodno kružnu pogrešku od oko 10 metara.

## Navigacija
Navigacija se postiže sustavom TERCOM – prepoznavanje kontura terena. Digitalni prikaz područja terena kartira se na temelju digitalnih podataka o visini terena ili stereo slika. Ova karta se zatim ubacuje u TLAM-misiju koja se zatim učitava u projektil. Kada je projektil u letu, on uspoređuje pohranjene podatke karte s podacima radarskog visinomjera prikupljenim dok projektil prelijeće područje s karte. Na temelju rezultata usporedbe inercijalni navigacijski sustav projektila se ažurira i projektil ispravlja svoj kurs. TERCOM se temeljio na "Fingerprintu", tehnologiji razvijenoj 1964. godine za SLAM, te je predstavljao značajno poboljšanje.
DSMAC – Digital Scene Matching Area Correlation. Digitalizirana slika područja je mapirana i zatim umetnuta u TLAM misiju. Tijekom leta projektil će provjeriti koreliraju li slike koje je pohranio sa slikom koju vidi ispod sebe. Na temelju rezultata usporedbe inercijalni navigacijski sustav projektila se ažurira i projektil ispravlja svoj kurs.